# کورتا (روستا)
کورتا (به لاتین: Kurta) یک منطقهٔ مسکونی در گرجستان است که در ناحیه تسخینوالی واقع شده‌است. این روستا پس از جنگ گرجستان و اوستیا خالی از سکنه شد.